# Marc Blanchet
 (février 2021).
Si vous disposez d'ouvrages ou d'articles de référence ou si vous connaissez des sites web de qualité traitant du thème abordé ici, merci de compléter l'article en donnant les références utiles à sa vérifiabilité et en les liant à la section « Notes et références ».
Pour les articles homonymes, voir Blanchet.
Marc Blanchet, né le 9 octobre 1968 à Bourges (Cher) est un écrivain, photographe et performer français. Il est également animateur, chroniqueur et rédacteur.

## Biographie
Marc Blanchet a publié depuis 1998 plusieurs recueils de poèmes. Des essais (notamment sur des peintres), des proses, de courtes fictions et un récit ont suivi, ainsi que des livres photo-textuels.
Il a été sur la saison 2015/16 Auteur associé au Centre Chorégraphique National d'Orléans (CCNO), dirigé alors par Josef Nadj, et artiste complice sur la saison 2021/22 au CDN de Tours, Théâtre Olympia (dir. Jacques Vincey).
Marc Blanchet a commencé à montrer son travail photographique avec une première exposition en 2008, puis la série Fantôme en 2012. La série Récemment a été présentée en 2014. Son activité de photographe est devenue celle d'un écrivain-photographe à partir de 2018. La série "And Also The Trees", présentée la même année, en a posé les premiers jalons. Les Éditions Immanences ont ainsi publié un cycle de neuf "fototext" de 2020 à 2021, Zwischen Berlin. L'Atelier contemporain a ensuite publié en avril 2022 en co-édition avec Immanences deux livres :  17 secondes, roman-photo, et And Also The Trees.
Marc Blanchet a créé en mars 2018 un duo avec Anne-Sophie Lancelin, danseuse et chorégraphe, intitulé Tristes encore, à l'invitation de Thomas Lebrun, directeur du CCN de Tours. Ce spectacle a été repris en juin 2022 à la Maison de la Poésie à Paris. En février 2023, la chorégraphe Gaëlle Bourges et Marc Blanchet ont donné la performance Vous qui entrez ici à la Scène nationale du Sud-Aquitain.
La Scène nationale du Sud-Aquitain est actuellement productrice déléguée de son premier spectacle, un seul-en-scène, Une vraie vie de poète, mise en scène par Hélène François. Ce spectacle est co-produit par la Scène nationale de Châteauroux-Équinoxe et la Cité internationale de la Langue française Château Villers-Coterêts. Il sera créé à la Scène nationale du Sud-Aquitain (Bayonne) en novembre 2024 et fera l'objet de plusieurs représentations en 2025.
Comme rédacteur, Marc Blanchet réalise notamment des entretiens et présentations de spectacles pour le Festival d'Avignon, et rédige les programmes de saison pour plusieurs scènes nationales, centres dramatiques nationaux et scènes conventionnées. 
Comme chroniqueur, il a écrit de nombreuses chroniques sur la poésie, notamment pour Poesibao. Il anime également des rencontres avec des artistes.

## Expositions
- 2024, du 22 sept. au 22 oct. Ronsard Material, séries photographiques à la suite d'une résidence, à l'occasion des 500 ans de la naissance de Pierre de Ronsard. Prieuré Saint-Cosme, La Riche.
- 2024, Mai-Sept. And Also The Trees, série de vingt-unes photographies avec livre, exposition collective. Centre d'Art de Châtellerault.
- 2022. 3 + 3 /  3 séries photographiques + 3 publications, mars (Galerie Veyssière, Tours); mai/juin (Galerie Arrêt sur l'image, Bordeaux); 6-26 nov. (La plus petite galerie du monde (ou presque), Roubaix).
- 2018 "And Also The Trees", 21 photographies, textes de Marc Blanchet, exposition collective Constellation, galerie Arrêt sur l'image, Bordeaux, 16 novembre - 22 décembre.
- 2018. "And Also The Trees", 21 photographies, textes de Marc Blanchet + "La Nuit", exposition du portfolio tirage palladium, texte Éric Vuillard, éd. Immanences, 2017, galerie Élie Veyssière, Tours.
- 2017. "La Nuit", exposition du portfolio tirage palladium, texte Éric Vuillard, éd. Immanences, 2017, festival Itinéraires des Photographes Voyageurs, galerie Arrêt sur l'image, Bordeaux.
- 2016 "Récemment", Musée des Arts et Métiers du Livre, Montolieu, du 20 juillet au 25 septembre
- « Récemment », Galerie Le Lac gelé, Nîmes, du 25 mai au 2 juillet
- « Récemment », Centre chorégraphique national d’Orléans (direction Josef Nadj), du 19 février au 11 mars

## Publications

### Poésie
- Poèmes de la Chartreuse - Avec théâtre de chairs, Prix de la Vocation 1998, Sens, éditions Obsidiane, 1998  (ISBN 2-911914-16-3)
- Sanctuaires, Prix Roger-Kowalski 1999, Chambon-sur-Lignon, éditions Cheyne, 1999  (ISBN 2-84116-039-4)
- Le Jardin des morts, Pessac, La Part des anges, 2001  (ISBN 2-912882-05-2)
- L’incandescence, Genouilleux, La Passe du vent, 2001  (ISBN 2-84562-030-6)
- La Langue volée au serpent, L'Isle-sur-la-Sorgue, éditions Le Bois d’Orion, 2003  (ISBN 2-909201-38-4)
- Meurtrières, Paris, L’Atelier la Feugraie, 2005  (ISBN 2-905408-69-3)
- Cheval blanc, Fontaine-lès-Dijon, éditions Virgile/ Ulysse fin de siècle, 2005  (ISBN 2-908007-68-1)
- Les Naissances, L'Isle-sur-la-Sorgue, Prix Yvan Goll, éditions Le Bois d’Orion, 2006  (ISBN 2-909201-45-7)
- Le Pays, Bruxelles, éditions La Lettre volée, coll. « Poeisis », 2020  (ISBN 9782873175627)
- Tristes encore, coll. Le Manteau & La Lyre, Sens, Obsidiane, 2022
- Suites et fins, Bruxelles, Le Cormier, 2023
- Horizons 111", coll. Le Manteau & La Lyre, Sens, Obsidiane, à paraître en 2025

### Photographie
- Fantôme, catalogue de l'exposition, texte de l'auteur, Châtellerault, Centre d'Art Contemporain, 2012
- La Nuit, portfolio de huit photographies en tirage palladium (huit exemplaires commercialisés), Soissons, Éditions Immanences, 2017
- Zwischen Berlin 1-9, coll. fototext, textes et photographies de l'auteur en tirage palladium (cinq exemplaires commercialisés), Éditions Immanences, 2020-2021
- 17 secondes, roman-photo, textes et photographies de l'auteur, Strasbourg, L'Atelier contemporain & Immanences éditions, 2022
- And Also The Trees, paysages avec essai, textes et photographies de l'auteur, Strasbourg, L'Atelier contemporain & Immanences éditions, 2022

### Récits et proses
- Trophées, cinq récits mythiques, Tours, éditions farrago, 2005  (ISBN 2-84490-165-4)
- L'Éducation des monstres, "proses fantasmatiques", Bruxelles, La Lettre volée, 2009  (ISBN 978-2-87317-344-9)
- L’ondine, Talence, Éditions de l'Arbre vengeur, 2010  (ISBN 978-2-916141-58-9)
- Méditations & autres brièvetés, "proses fantasmatiques", Bruxelles, La Lettre volée, 2013  (ISBN 978-2-87317-295-4)
- Valses & enterrements[1], "proses fantasmatiques", Bruxelles, La Lettre volée, 2018

### Essais
- Lokenath Bhattacharya l’autre rive, Paris, éditions Jean-Michel Place, 2001  (ISBN 2-85893-615-3)
- Les Amis secrets, Paris, éditions José Corti, 2005  (ISBN 2-7143-0890-2)
- Jean-Gilles Badaire, dans cette rigueur en désordre, Cognac, Le Temps qu’il fait, 2005, publié à l'occasion de l'exposition présentée au Château de Tours, 12 juillet-28 août 2005,
- Gérard Titus-Carmel, La Bibliothèque d'Urcée, Soissons, Musée de Soissons, 2010, publié à l'occasion de l'exposition présentée au Musée de Soissons 7 mai - 5 septembre 2010,  (ISBN 2-913705-26-X)
- Gérard Titus-Carmel, Jungles in L'Atelier contemporain n°2, printemps 2014,  (ISBN 979-10-92444-11-7)
- Selva oscura in Gérard Titus-Carmel, Pau, Pictura / Poesis, 2018
- Pierre Skira, Pastels, Paris, éditions du Palais, 2018
- Souffle de Beckett, Bruxelles, La Lettre volée, 2018
- Gérard Titus-Carmel, Viornes & Lichens, Artgo, 2019
- Gérard Titus-Carmel, Plan de coupe, Artgo, 2021